# Hjelm (Møn)
 Denne artikel omhandler bebyggelsen på Møn. Opslagsordet har også en anden betydning, se Hjelm.
Hjelm er en bebyggelse i Damsholte Sogn på Møn, ca. 3 kilometer sydøst for Damsholte ved Hvide Klint i bunden af Hjelm Bugt. Den ligger i Vordingborg Kommune og tilhører Region Sjælland.
Hjelm omtales omkring 1370 (Hielm). Landsbyen udskiftedes i 1814. Tidligere lå her en skole (opført 1897).
Omkring Hjelm ligger gårdene Hjelmgård, Østersøgård, Hyllevang og Halagergård. 